# Heh

El dios Heh

Heh (Huh, Hah, Hauh, Huah, Hahuh) es el dios del espacio infinito y la eternidad en la mitología egipcia. Su nombre originalmente significaba "inundación", refiriéndose al caos acuático que los egipcios creían que existía antes de la creación del mundo. Los egipcios imaginaron este caos como infinito, en contraste con el mundo finito creado, por lo que Heh como deidad primordial personificó este aspecto de las aguas primordiales. La contraparte femenina de Heh era conocida como Hauhet, que es simplemente la forma femenina de su nombre.
Al igual que los otros conceptos de la Ogdóada, su forma masculina a menudo se representaba como una rana, o un humano con cabeza de rana, y su forma femenina como una serpiente o una humana con cabeza de serpiente. La cabeza de rana simbolizaba la fertilidad, la creación y la regeneración, y también la poseían los otros dioses masculinos de la Ogdóada (Kek, Amón y Nun). La otra representación común lo presenta agachado, sosteniendo una rama de palma en cada mano (o solo una), a veces con un tallo de palma en el cabello, ya que los tallos de palma representaban una larga vida para los egipcios, siendo los años representados por las muescas del tallo. Las representaciones de esta forma también tenían un shen en la base de cada tallo de palma, que representaba el infinito. 
Las representaciones de Heh también se usaron en los jeroglíficos para representar la cantidad de un millón, que esencialmente se consideró equivalente al infinito en la matemática egipcia. Por lo tanto, esta deidad también se conoce como el "dios de los millones de años".

## Iconografía

Heh en el papiro de Ani.

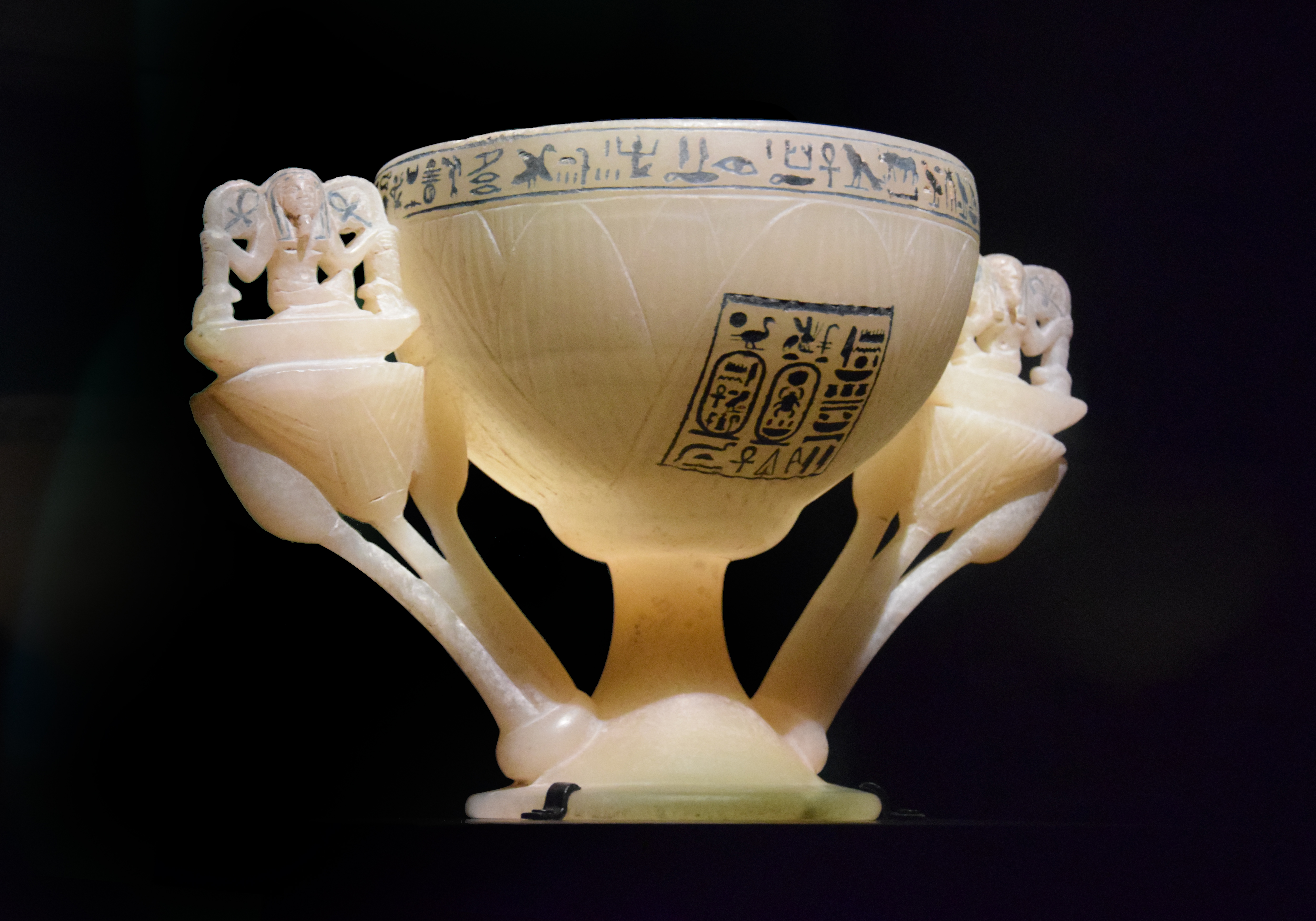
Cáliz de loto en alabastro, donde aparece Heh como genio de los millones de años encima de las puntas de los pétalos. Tumba de Tutankamon.

Heh fue representado como un hombre arrodillado, o sentado sobre el símbolo del oro, nub; también con cabeza de rana. Sujeta en sus manos dos hojas de palma que simbolizan los millones de años de vida deseables para los egipcios.
El dios Heh está representado en varios objetos descubiertos por Howard Carter en la tumba de Tutankamón. Una de las más perfectas representaciones del dios figura en la silla ceremonial de cedro del joven faraón. Heh, de acuerdo con la costumbre, está representado arrodillado sobre el símbolo del oro nub, con una cruz anj en su brazo, y una hoja de palma en cada mano; estas palmas terminan en un disco solar que protege el ureo y en su cuello también cuelga una cruz anj; sobre la cabeza de dios, el disco solar es protegido por un doble ureo.

## Mitología y sincretismo
Heh, a partir del Imperio Nuevo, es el resultado de la fusión de dos dioses egipcios, uno de la Ogdóada de Hermópolis (asociación de ocho entidades divinas primordiales), que desempeña un papel esencial en la cosmogonía de Hermópolis, y de otro dios, el del tiempo infinito, el de la eternidad.

### Heh, dios primordial
En Hermópolis, donde el dios Jnum se percibía como el alfarero creador del mundo, cada pareja correspondía a un principio fundador del mundo; Heh con Heket, su paredro femenino, representaba el espacio infinito.

### Heh, dios de la eternidad
El significado principal de la palabra egipcia ḥeḥ era 'millón' o 'millones'. Una personificación de este concepto, Heh, fue adoptada como el dios egipcio del infinito. Heh, como dios "de la eternidad" no fue considerado nunca un demiurgo. Aunque se desconoce su origen, se sabe que la creación de la eternidad sucedió varias veces, hasta ocho veces, asimilándola al Heh "primordial".
Con su contraparte femenina Hauhet (o Hebut), Heh representaba uno de los cuatro pares de dios-diosa que componen la Ogdóada. Así, los ocho Heh "de la eternidad", agrupados por parejas, sostenían la bóveda celeste y cada uno de estos cuatro "pilares del cielo" protegían una región de la bóveda celeste. En esta función de sustentar el cielo, Heh se convirtió en hipóstasis de Shu, como dios del aire, que con sus dos brazos levanta el cielo (representado por Nut) y lo separa de la tierra (representada por Geb). En el Libro de la Vaca Celestial, se representan ocho dioses Heh junto con Shu apoyando a Nut, que ha tomado la forma de una vaca. Los cuatro pares Heh se perciben entonces como cuatro vientos; pero por una razón desconocida, estos vientos se consideraron negativos, como surgidos de la boca de Set.

## Culto a Heh
| H | H | C11 |

| H | H | C11 |

Heh fue venerado en el Bajo Egipto y en el oasis de Dajla. En los oasis del Antiguo Egipto era considerado un genio del tiempo infinito.

## La ciudad de "Heh"
El faraón Amenemhat I, después de una campaña militar hacia el sur, fundó una ciudad que llamó "Heh", del nombre de dios, junto a la tercera catarata del Nilo. Un siglo más tarde, fue consolidada por Sesostris III. 

## El jeroglífico Heh: infinito
| \| \| | C11 |
|       |     |

|  |

| \| \| | C11 |
|       |     |

|  |

La representación de Heh en jeroglíficos, arrodillado con los brazos abiertos sosteniendo el cielo, se utilizaba para representar la cifra un millón. 
También era el jeroglífico que significaba infinito en las matemáticas egipcias.